# Tourisme dans la Loire
Le tourisme dans la Loire représente un secteur économique important pour le département. 

## Un patrimoine naturel

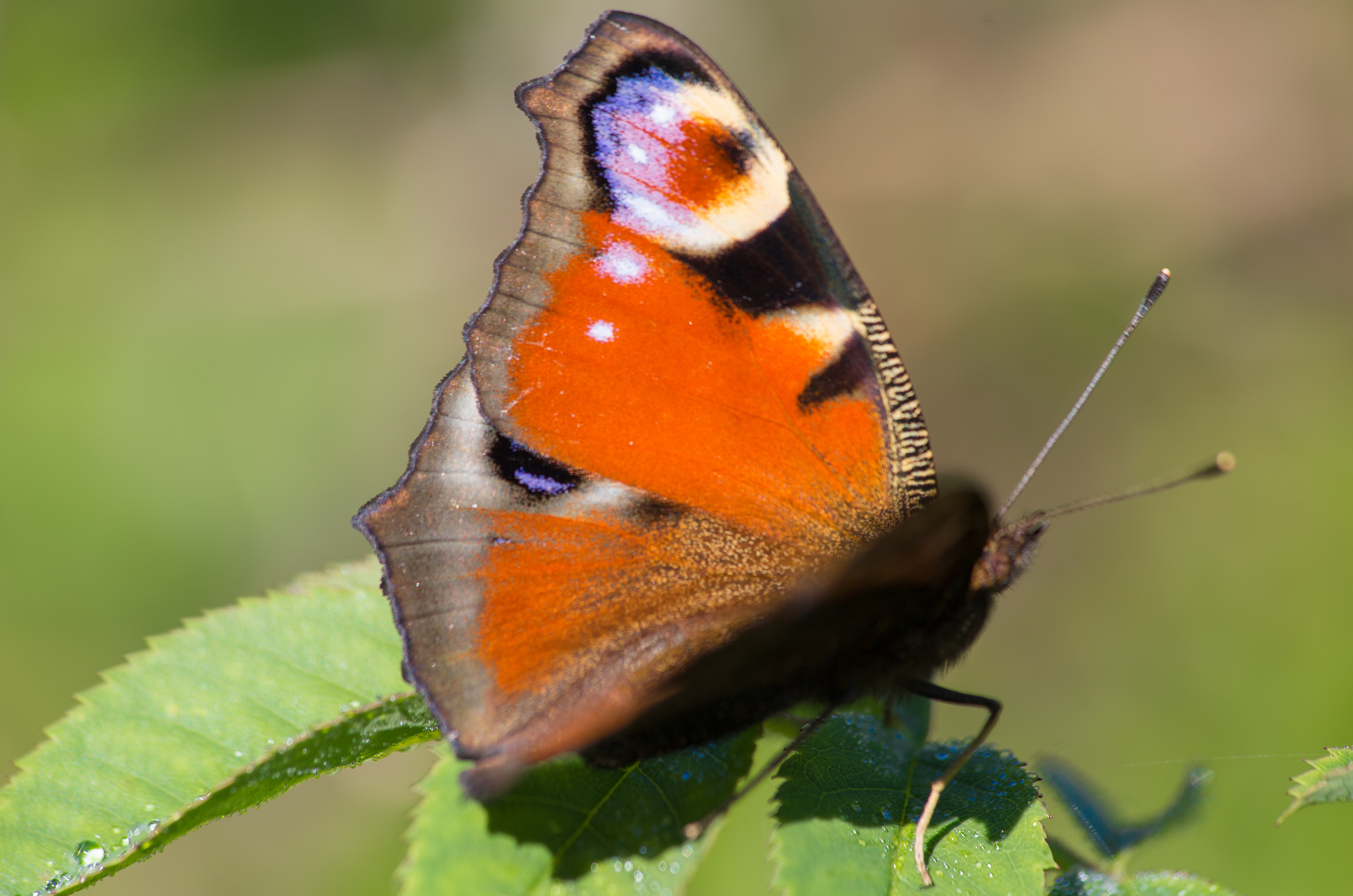
Une faune préservée à l'écopole

Les gorges de la Loire, la plaine du Forez (dont l'écopole du Forez), les parties montagneuses avec les monts du lyonnais, le Pilat et les monts du Forez (dont les Hautes Chaumes du Forez) en s'intégrant dans le Massif central offrent une grande diversité de balades. Les GR3 et 89 traversent le département.

## Un patrimoine architectural et humain
Le bassin stéphanois comporte une histoire minière centrée sur Saint-Étienne, plusieurs musées, mais aussi par exemple les immeubles du Corbusier à Firminy.

## Une richesse culturelle
- Biennale internationale du design de Saint-Étienne
- Face à face
- Festival de la science-fiction de Roanne
- Festival des 7 Collines de Saint-Étienne
- Foreztival
- Paroles et Musiques

## Du sport sur plusieurs territoires
Il existe des stations de montagnes comme celles de Chalmazel, du Bessat et du Col de la Loge.

## Gastronomie

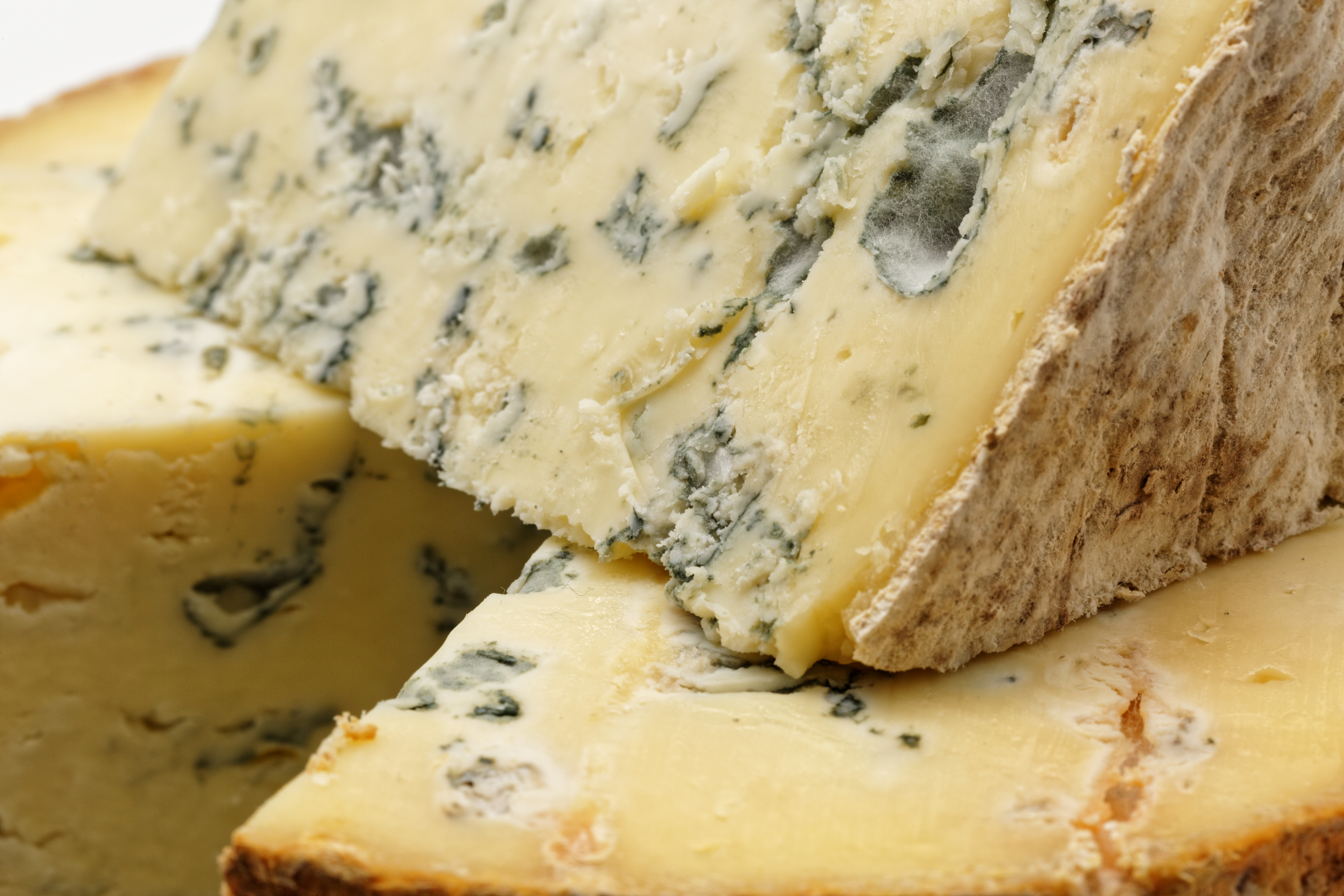
Gros plan sur la fourme de Montbrison

La fourme de Montbrison fait partie du patrimoine culinaire du département. On trouve également le boudin d'herbes autour de Boën-sur-Lignon. La râpée est un plat à base de pommes de terre, et le sarasson une spécialité fromagère.
Les vins font partie de deux vallées : celles de la Loire (côtes-du-forez, urfé,  côte-roannaise) et du Rhône (saint-joseph, condrieu, château-grillet et collines-rhodaniennes).